# Jan Olszewski
 (février 2019).
Si vous disposez d'ouvrages ou d'articles de référence ou si vous connaissez des sites web de qualité traitant du thème abordé ici, merci de compléter l'article en donnant les références utiles à sa vérifiabilité et en les liant à la section « Notes et références ».
Pour les articles homonymes, voir Olszewski.
Jan Ferdynand Olszewski (né le 20 août 1930 à Varsovie et mort dans la même ville le 7 février 2019) est un avocat et un homme d'État polonais qui fut durant un peu plus de cinq mois président du Conseil des ministres sous la présidence de Lech Wałęsa (du 31 décembre 1991 au 5 juin 1992). 
Il a appartenu à divers partis politiques de type « chrétiens-démocrates » (il a lui-même fondé successivement deux petits partis politiques dans les années 1990) avant de se rapprocher des mouvements plus radicaux de la droite conservatrice parvenue au pouvoir au début des années 2000 en Pologne.

## Biographie
Durant la Seconde Guerre mondiale, en 1943, Jan Olszewski, alors âgé de 13 ans, fait partie des Szare Szeregi, une organisation scoute engagée dans la résistance anti-nazie.
En 1953, il est diplômé en droit de l'Université de Varsovie. Il intègre rapidement le cabinet du ministère de la Justice, puis il enseigne à l'Académie polonaise des sciences (PAN) avant de devenir journaliste (au journal Wprost).
Dans les années 1970, il défend en tant qu'avocat plusieurs opposants au régime membres du KOR dont certains sont ensuite devenus célèbres, tels Adam Michnik, Jacek Kuroń et Karol Modzelewski.
Pendant la même période, il est proche de différents mouvements opposants au régime, dont le KOR, et le ROPCiO, mouvement de défense des droits de l'homme. Il se veut avant tout pacifiste et diplomate. Il adhère au syndicat Solidarność à la fin des années 1980.
Après la chute du régime communiste, en 1989, il siège au Tribunal d'État (pl) comme vice-président jusqu'en 1991.
À la suite de la démission du gouvernement de Jan Krzysztof Bielecki, Lech Wałęsa le charge de former un gouvernement, qu'il dirige du 31 décembre 1991 au 5 juin 1992, date de son renversement par une motion de censure. En juin 1992, avec plusieurs autres cadres, il quitte le parti dirigé par Jarosław Kaczyński, Accord du centre (PC), pour fonder un parti chrétien-démocrate : Ruch dla Rzeczypospolitej - Mouvement pour la République (pl).
Il est député de 1991 à 1993 et se présente à l’élection présidentielle de 1995, où il emporte 6,86 % des voix. Il fonde alors un nouveau parti : le Mouvement pour la reconstruction de la Pologne, disparu en 2012. Il revient de façon éphémère à la Diète en 1997 et se rapproche de la Ligue des familles polonaises en 2002.
De 2005 à 2006, il revient au tribunal d'État comme vice-président, avant d'être nommé en mai 2006 conseiller du Président Lech Kaczyński.